# Avon-by-the-Sea
Avon-by-the-Sea és una població dels Estats Units a l'estat de Nova Jersey. Segons el cens del 2007 tenia 2.185 habitants.

## Demografia
Segons el cens del 2000, Avon-by-the-Sea tenia 2.244 habitants, 1.043 habitatges, i 535 famílies. La densitat de població era de 2.014,9 habitants/km².
Dels 1.043 habitatges en un 18,6% hi vivien nens de menys de 18 anys, en un 42,8% hi vivien parelles casades, en un 6,4% dones solteres, i en un 48,7% no eren unitats familiars. En el 41,1% dels habitatges hi vivien persones soles el 18,5% de les quals corresponia a persones de 65 anys o més que vivien soles. El nombre mitjà de persones vivint en cada habitatge era de 2,15 i el nombre mitjà de persones que vivien en cada família era de 3,04.
Per edats la població es repartia de la següent manera: un 18,4% tenia menys de 18 anys, un 4,8% entre 18 i 24, un 28,7% entre 25 i 44, un 25,8% de 45 a 60 i un 22,3% 65 anys o més.
L'edat mediana era de 44 anys. Per cada 100 dones de 18 o més anys hi havia 87,4 homes.
La renda mediana per habitatge era de 60.192 $ i la renda mediana per família de 80.605 $. Els homes tenien una renda mediana de 53.125 $ mentre que les dones 35.857 $. La renda per capita de la població era de 41.238 $. Aproximadament el 2,3% de les famílies i el 2,7% de la població estaven per davall del llindar de pobresa.

## Poblacions més properes
El següent diagrama mostra les poblacions més properes.